# جبزي
جِبزي (بالتركية: Gebze)‏ مدينة تركية تقع في محافظة قوجةإيلي تبعد حوالي 44 كيلو شرق مدينة إسطنبول وإلى الشمال من بحر مرمرة عدد سكان المدينة يزيد عن ثلاثمائة ألف نسمة، يرجع تاريخ تأسيس المدينة إلى سنة 183 ق.م.

## التاريخ
في عام 183 قبل الميلاد قام هانيبال (زعيم القراطجة وأحد أبرز القادة العسكريين في التاريخ) بالانتحار في مدينة ساحلية قديمة تسمى ليبيس، وهي تسمى في الوقت الحاضر «جبيز». فكان هذا أول حدث يحصل في هذه المدينة الساحلية.

## معرض صور

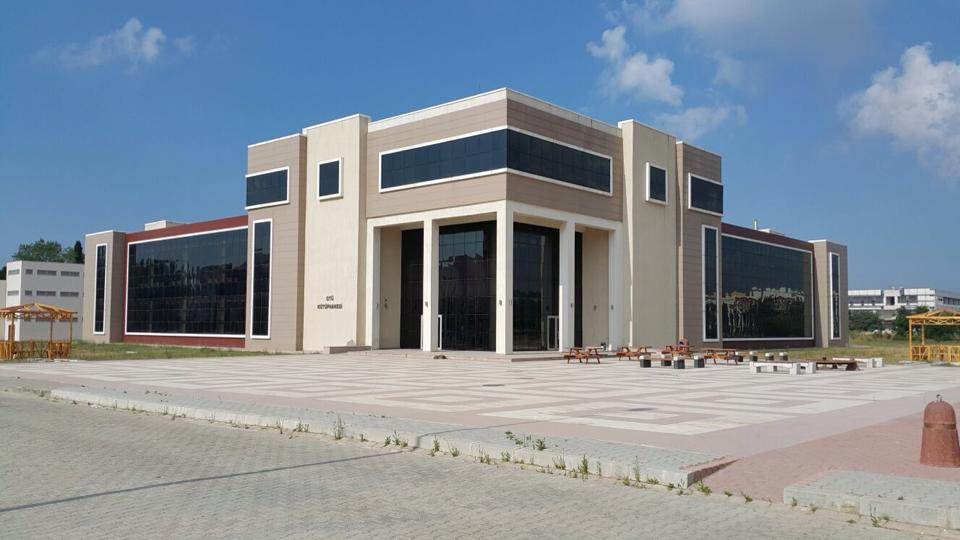
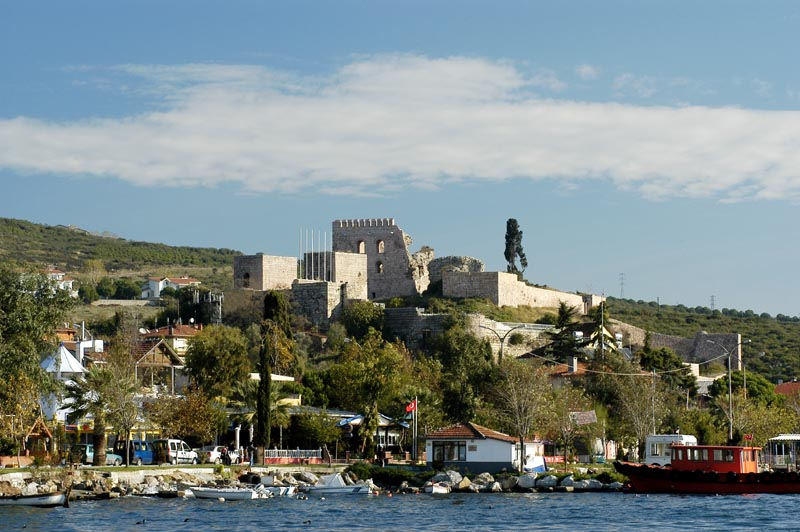
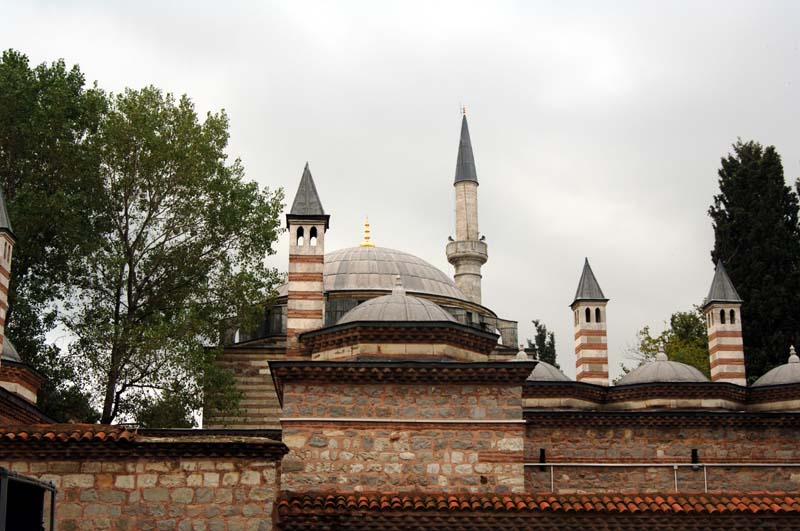
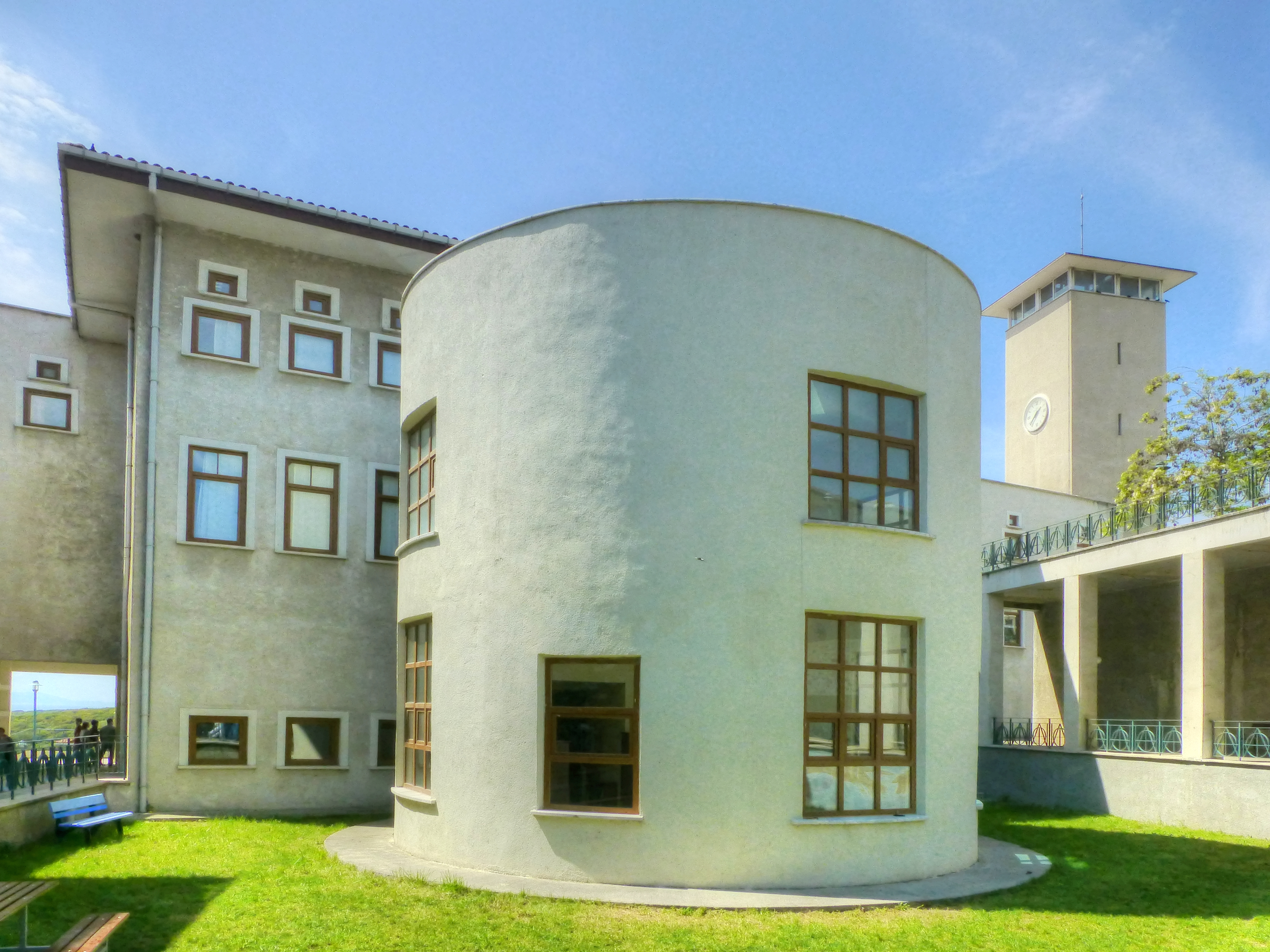
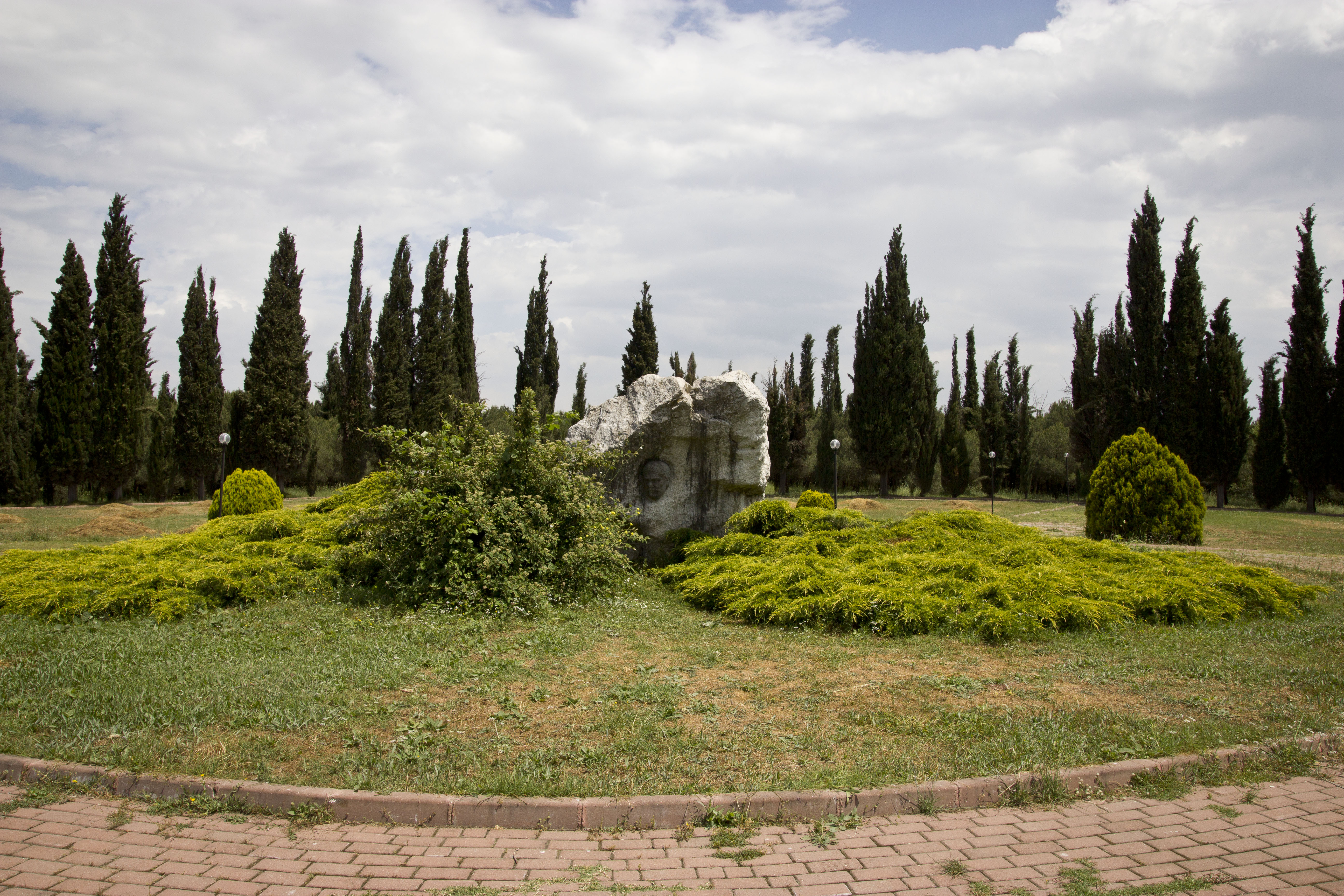

## توأمة
لجبزي اتفاقيات توأمة مع:
- كيثيريا

## أعلام
- محمد الفاتح
- حنبعل
- فيدات بورا
- سيلكوك إيكر
- صدى باكان

## اقرأ أيضا
- قائمة مدن تركيا
- معهد جبزي للتكنولوجيا